# Maliattha sogai
Maliattha sogai là một loài bướm đêm trong họ Noctuidae.